# Choi Tae-hwan
Choi Tae-hwan (en hangul, 최태환; 28 de febrero de 1989) es un actor y modelo surcoreano.

## Carrera
Choi Tae-hwan debutó como modelo a los 18 años, y su primera sesión de fotos fue para la revista Esquire. Mientras iba aumentando progresivamente su trabajo como modelo, decidió presentarse también a audiciones para actor, y al cabo de dos años fue elegido para la serie de jTBC Secret Affair. A partir de entonces alternó papeles de protagonista en algunas producciones dramáticas televisivas como las de Drama Special  (Hair Day, de 2015, donde es un joven preocupado por la caída de su cabello) con papeles menores en series de más entidad y duración (entre otras, My Secret Hotel, de 2014, o La vida secreta de mi secretaria y Psychopath Diary, ambas de 2019).
En 2021 su interpretación del personaje de un peligroso psicópata en la serie Secret Royal Inspector & Joy llamó la atención de los espectadores (por ella se ganó el apodo de Kill Dosu), y también de algunos críticos, que señalaron su capacidad para adaptarse a papeles de muy distinta naturaleza. También fue considerado como «el mejor ladrón de escenas» de Hello, Me!, serie de KBS2 del mismo 2021. Dos años después volvió a destacar en otro papel secundario, el del hermano mayor del protagonista en la serie de ENA Delivery Man.

## Filmografía

### Cine
| Año  | Título            | Papel                        | Ref.   |
| ---- | ----------------- | ---------------------------- | ------ |
| 2015 | Speed             | Sung Dae-sung                | [ 10 ] |
| 2016 | Phantom Detective | Subordinado de Hong Gil-dong |        |
| 2020 | Heart             | Je-sub                       |        |
| 2021 | Mission: Possible | Detective                    | [ 9 ]  |

### Televisión
| Año  | Título                           | Papel                          | Canal         | Notas                                     | Ref.          |
| ---- | -------------------------------- | ------------------------------ | ------------- | ----------------------------------------- | ------------- |
| 2012 | Swamp Ecology Report             | Sang-jin                       | KBS2          | Drama Special                             |               |
| 2013 | The Heirs                        | Lee Sang-woo                   | SBS           |                                           | [ 11 ]        |
| 2014 | Secret Affair                    | Son Jang-ho                    | jTBC          |                                           |               |
| 2014 | God's Quiz                       | Park Soo-yong (season 4; ep.4) | OCN           |                                           | [ 11 ]        |
| 2014 | My Secret Hotel                  | Jang Ki-chul                   | tvN           |                                           | [ 4 ] [ 11 ]  |
| 2014 | Ballerino                        | Lee Pyung-ho                   | MBC Dramanet  | Telefilme en dos episodios - protagonista |               |
| 2015 | I'm After You                    | Lee Kun                        | SBS           | Telefilme                                 |               |
| 2015 | Hair Day                         | Byun In-bum                    | KBS2          | Drama Special - protagonista              | [ 3 ]         |
| 2015 | The Scholar Who Walks the Night  | Ho-jin                         | MBC           |                                           | [ 12 ] [ 13 ] |
| 2015 | Imaginary Cat                    | Lee Wan                        | MBC Every 1   |                                           |               |
| 2016 | Madame Antoine                   | Sung-ho (ep.5-6)               | jTBC          |                                           | [ 14 ]        |
| 2016 | Woman with a Suitcase            | Choi Hoon-suk                  | MBC           |                                           |               |
| 2016 | The Facetale: Cinderia           | Wang Sae-son                   | Naver TV Cast |                                           |               |
| 2017 | Queen of the Ring                | Ma Deuk-chan                   | MBC           |                                           | [ 15 ]        |
| 2018 | Witch's Love                     | Choi Min-soo                   | MBN           |                                           | [ 16 ]        |
| 2019 | La vida secreta de mi secretaria | Eun Jung-soo                   | SBS           |                                           | [ 15 ]        |
| 2019 | Psychopath Diary                 | Shin Suk-hyun                  | tvN           |                                           | [ 5 ]         |
| 2020 | No, Thank You                    | Kim Chul-soo                   | KakaoTV       |                                           |               |
| 2021 | Hello, Me!                       | Cha Seung-suk                  | KBS2          |                                           | [ 17 ] [ 18 ] |
| 2021 | Secret Royal Inspector & Joy     | Park Do-soo                    | tvN           |                                           | [ 1 ]         |
| 2023 | Delivery Man                     | Na Seok-jin                    | ENA           |                                           | [ 6 ] [ 19 ]  |
| 2023 | King the Land                    | Seo Chung-jae                  | jTBC          |                                           | [ 20 ]        |